# Сара Куртис
Сара Куртис (итал. Sara Curtis; Савиљано, 19. август 2006) — италијанска је пливачица, национална рекордерка и првакиња, учесница највећих светских и европских пливачких такмичења и Олимпијских игара. Њена примарна дисциплина су спринтеске трке слободним и леђним стилом.

## Спортска каријера
Сара је рођена и одрасла у градићу Савиљано, на северозападу Италије, у регији Пијемонт, у мешовитој италијанско-нигеријској породици (по мајци је нигеријског порекла).
Са активним такмичарским пливањем је започела веома рано, у доби од 12 година, такмичећи се на јуниорским првенствима Италије, а први значајнији резултат у каријери постигла је на националном првенству 2022. где је освојила титулу националне првакиње у трци на 50 метара леђним стилом. Три месеца касније успешно је дебитовала и на међународној пливачкој сцени пошто је на Европском јуниорском првенству у Отопенију освојила три медаље — злато у трци женских штафета на 4×100 слободно и две бронзе (50 слободно и 4×100 мешовито). У септембру исте године, на Светском јуниорском првенству у Лими освојила је три сребрне и једну бронзану медаљу.
Серију одличних резултата у јуниорској конкуренцији наставила је и током 2023. и 2024, а посебно је била успешна на првенствима Европе у Београду и Вилњусу где је освојила неколико златних медаља.
Прво међународно сениорско такмичење на коме је учествовала је било Европско првенство у малим базенима одржано током децембра 2023. у Букурешту, где је освојила сребрне медаље у штафетним тркама на 4×50 слободно у миксу и 4×50 слободно за жене.
На Олимпијским играма у Паризу 2024. Сара се такмичила у две дисциплине. У појединачној трци на 50 метара слободним стилом је пливала је у осмој квалификационој групи, у стази 2, и са временом од 24.67 секунди заузела је шесто место у својој квалификационој групи, односно укупно 1. место у конкуренцији 79 такмичарки, и на тај начин се пласирала у полуфинале. У полуфиналној трци која је пливана у вечерњем делу програма истог дана, испливала је време од 24.77 секунди, што је било довољно за 14. место. Такође је била део италијанске женске штафете на 4×100 слободно која је у финалу заузела осмо место. Сара је пливала у обе трке.
Последње такмичење на коме је учествовала током 2024. је било Светско првенство у малим базенима у Будимпешти, где је постигла и највећи успех у дотадашњој каријери, пошто је у трци мешовитих штафета на 4×50 слободно освојила златну медаљу (пливала је у обе трке). У полуфиналу трке на 50 метара леђним стилом Саа је испливала нови светски јуниорски рекорд са временом од 26.03 секунде.